# 納富有沙
納富 有沙（のうとみ ありさ、1991年12月3日 - ）は、日本の女優、タレント。
大阪府出身。リコモーション所属。

## 略歴
小学生の頃にモーニング娘。に憧れて芸能界を志し、学生時代にはダンスの大会に出場して活躍。地元大阪でリコモーションのタレント養成プロジェクト「ネクスティーン」でのレッスンを経て、芸能活動を開始、2012年にJR西日本のCM等でデビュー。
2013年、NHKワンセグ2『タクシードライバー 祇園太郎 シーズン2』で女優として活動を開始し、NHK連続テレビ小説『純と愛』のスピンオフドラマ『純と愛スペシャル「富士子のかれいな一日」』でドラマデビュー。同年よりMBS『女の子宣言! アゲぽよTV』にアゲぽよガールズ4期生としてレギュラー出演。番組内の企画で結成したバンド「アゲぽよ小町」ではボーカルを担当した。
2014年8月より活動の拠点を東京に移し、2015年にはNHK連続テレビ小説『マッサン』、いきものがかり「あなた」MV、2016年3月には日本テレビ特別ドラマ『天才バカボン〜家族の絆』など注目作に出演。
2016年4月にはフジテレビ月9ドラマ『ラヴソング』にヒロインの同僚・小川奈々子役でレギュラー出演して注目を集め、同月よりフジテレビ『めざましテレビ』で「MORE SEVEN」リポーターを務める。また、同月からファミリーマートのCMキャラクターに起用されている。
2018年2月には『エグ女』にて初舞台に立つ。
2018年6月より2年間アメリカへ語学留学。2020年7月に帰国を報告し、活動を再開する。
2022年9月2日、自身のSNSで結婚と出産を報告。この時点で既に入籍から数年経っていたが、第一子の出産を機に公表する事にしたと明かしている。

## 人物
スリーサイズはB78cm、W58cm、H84cm。靴のサイズは23.5cm。
趣味はアニメ鑑賞、読書、映画鑑賞。特技はヒップホップダンス、舌を3つにすること。
中学校では吹奏楽部、高校ではダンス部に所属していた。
憧れの人物は松たか子で、「さまざまな活躍していても松さんらしい魅力がある。いろんな露出をしていてもブレない芯がある」としている。

## 出演

### テレビドラマ
- タクシードライバー 祇園太郎 シーズン2 第18話（2013年、NHKワンセグ2）
- 連続テレビ小説（NHK）
  - 純と愛スペシャル「富士子のかれいな一日」（2013年）
  - マッサン（2015年、NHK） - 綾 役
- 京都人の密かな愉しみ（2015年、NHK BSプレミアム）
- 平成舞祭組男（2015年、日本テレビ）
- 医師たちの恋愛事情（2015年、フジテレビ）
- 天才バカボン〜家族の絆（2016年、日本テレビ） - 実業家の妻 役
- ラヴソング（2016年、フジテレビ） - 小川奈々子 役[16]
- 貴族探偵（2017年、フジテレビ） ‐ 多田朱美 役
- FINAL CUT（2018年、フジテレビ） - アシスタントアナウンサー 役
- クロシンリ 彼女が教える禁断の心理術（2021年4月23日 - 、関西テレビ）[17]
- ペットにドはまりして、会社辞めました（2022年3月22日、NHK総合）

### 配信ドラマ
- 東京女子図鑑（2016年、Amazonプライム・ビデオ）

### バラエティ・情報番組
- 女の子宣言! アゲぽよTV（2013年1月 -  2015年12月、毎日放送） - アゲぽよガールズ 4期メンバー
- 吉田たちの見分け方（2013年、毎日放送）
- 眠れぬ夜の恐ろしい話（2014年、テレビ朝日）
- シャキーン!（2014年、NHK）
- 36時間まるごと「死ぬまでに観たい映画1001本」（2015年、IMAGICA BS）
- 「史上最大のイーストウッド特集」（2016年、IMAGICA BS）
- 100万円モバイルシャーロックII（2015年 - 2016年、NOTTV） -　山羊富 役
- めざましテレビ
  - （2016年4月 - 2016年9月、フジテレビ） - 「MORE SEVEN」リポーター
  - （2016年11月17日 - 2016年11月18日、フジテレビ） - 「スゴ撮紅葉ウィーク」リポーター
  - （2016年10月 - 　、フジテレビ） - 「スゴ撮」リポーター

### ラジオ
- MBSうたぐみ Smile×Songs（2013年10月 - 2014年3月、毎日放送） - 火曜日パーソナリティ

### CM
- JR西日本「ダイヤ改正〜e5489で九州へ行こう〜観光旅行篇」
- P&G「パンテーン」
- NTT DoCoMoラジオCM
- イートアンド 大阪王将「におわない食後篇」
- ニプロ「元気のリレー篇」
- マルコメ「料亭の味」
- マンダムルシード「薬用フェイスケア乳液」
- ミスタードーナツ
- CO・OP共済「コーすけと踊ろう篇」
- 東京ディズニーリゾート「お泊りディズニー『その日を特別にする魔法』」
- ファミリーマート（2016年4月 - ）[9][18]
- 三菱電機エレベーター・エスカレーター「エレ・ナビ」（2017年8月 - ）
- 明治安田生命 ベストスタイル 「働けないとき、“はたらく”保障。」篇（2018年6月 - ）

### MV
- wacci「キラメキ」（2014年）
- いきものがかり「あなた」（2015年）
- wacci「Ah!Oh!」（2017年）

### 舞台
- エグ女（2018年2月 - 3月、CBGKシブゲキ!!）

### ライブ
- gravity live vol.7「Alpha」（2016年8月6日 - 7日、CBGKシブゲキ!!）[注 1]
- gravity Live Vol.8「Alpha+ 女祭り2018」（2018年3月24日 - 25日、CBGKシブゲキ!!）